# Psapharochrus fuscicollis
Psapharochrus fuscicollis là một loài bọ cánh cứng trong họ Cerambycidae.